# 남천초등학교 (강원)
남천초등학교는 대한민국 강원특별자치도 양양군 현북면 도리2길 92 (도리)에 있었던 초등학교이다.

## 연혁
- 1953.10.29 : 현성국민학교 장리분교장 개교
- 1961.04.01 : 남천국민학교 승격
- 1996.03.01 : 남천초등학교(교명 변경)
- 2008.03.01 : 양양초등학교로 통폐합